# موكة خضراء الحراشف
موكة خضراء الحراشف (الاسم العلمي:Moca chlorolepis) هي نوع من الحشرات تتبع جنس الموكة من فصيلة الإيميات.